# Hexatoma (Eriocera) nudivena
Hexatoma (Eriocera) nudivena is een tweevleugelige uit de familie steltmuggen (Limoniidae). De soort komt voor in het Palearctisch gebied.